# Tom Dowd
Tom Dowd (20 octobre 1925 - 27 octobre 2002) était un ingénieur du son originaire des États-Unis et un producteur de musique pour Atlantic Records. Il est connu pour ses innovations dans le domaine de l’enregistrement multipiste.

## Biographie

### Premières années
Né à Manhattan, Dowd grandit en jouant du piano, du violon, du tuba et de la contrebasse. Sa mère était chanteuse d’opéra et son père premier violon.
Dowd obtient son baccalauréat à la Stuyvesant High School en juin 1942, à 16 ans. Il continue son apprentissage de la musique au City College of New York. Dowd joue aussi dans un groupe à l’université Columbia de New York, où il devient chef d'orchestre. Il est aussi employé au laboratoire de physique de l’université Columbia.

### Années militaires
À 18 ans, Dowd est intégré dans le système militaire avec un grade de sergent. Il continue son travail à l’université Columbia. Il travaille sur le projet Manhattan et contribue à la bombe atomique. Les objectifs du projet restent flous jusqu’en 1945. Dowd projette de passer un diplôme universitaire en physique nucléaire une fois son travail sur le Projet Manhattan achevé. Cependant, du fait du caractère Top Secret de son travail, l’université ne le reconnaît pas, et Dowd décide de ne pas continuer, car les possibilités de poursuite de ses études en physique sont limitées dans cette université.

### Musique
Dowd décroche un travail dans un studio d’enregistrement de musique classique qu’il garde jusqu’à son introduction chez Atlantic Records. Il devient bientôt un ingénieur du son reconnu chez Atlantic Records et enregistre des artistes populaires comme Ray Charles, The Drifters, The Coasters, Ruth Brown, et Bobby Darin (Dowd enregistre le légendaire "Mack the Knife") et les chefs-d’œuvre jazz de John Coltrane, Ornette Coleman, Thelonius Monk, et Charlie Parker. Son premier hit est If I Knew You Were Comin' I'd a Baked A Cake d’Eileen Barton. Dowd a l’idée de séparer en deux l’enregistrement de la chanson What'd I Say de Ray Charles pour en faire une face A et une face B d’un 45 tours.
Dowd travaille en tant qu’ingénieur et producteur entre les années 1940 et le début du XXIe siècle. Il enregistre de nombreux artistes dont : Eric Clapton, Lynyrd Skynyrd, Rod Stewart, Wishbone Ash, Cream, Chicago, The Allman Brothers Band, Joe Bonamassa, The J. Geils Band, Meat Loaf, Sonny & Cher, The Rascals, Willie Nelson, Diana Ross, Kenny Loggins, James Gang, Dusty Springfield, Eddie Harris, Charles Mingus, Herbie Mann, Booker T. and the MGs, The Drifters, The Coasters, Bobby Darin, Arlan Feiles, Joe Castro et Ruth Brown. Tom Dowd a la particularité d'avoir été l'ingénieur du son sur les deux versions de la chanson Respect enregistrées par Otis Redding et Aretha Franklin.
Dowd reçoit un Grammy Trustees Award pour les succès obtenus pendant sa vie en février 2002.
Il meurt d’un emphysème le 27 octobre 2002 en Floride, où il a vécu et travaillé pendant plusieurs années, avec son emploi aux studios Criteria de Miami.

## Héritage
Tom Dowd a aidé les artistes avec lesquels il a travaillé à se forger, et parce qu’il a travaillé avec un large panel d’artistes sur les enregistrements les plus remarquables, Dowd est particulièrement responsable du son de la seconde moitié du XXe siècle. C’est lui qui encourage Jerry Wexler d’Atlantic Records à installer un enregistreur Ampex huit-pistes, permettant à Atlantic d’être la première maison de disques à utiliser la technologie multipistes.
Dowd est considéré comme l’ingénieur qui a popularisé le système d’enregistrement huit-pistes dans la musique commerciale, et aussi le son stéréo. Bien que la stéréo ait été inventée dans les années 1930, Dowd est le premier à l’utiliser sur un enregistrement. Il expérimente aussi l’usage des faders linéaires, auparavant rotatifs sur les consoles de mixage. Il a aussi imaginé différentes méthodes pour modifier le son original de l’enregistrement.
En 2003 le directeur Mark Moormann donne la première du documentaire à propos de sa vie, intitulé Tom Dowd and the Language of Music. Dans le film biographique de 2004 Ray, Tom Dowd est représenté par Rick Gomez.